# Uummannaq
Uummannaq est une ville du Groenland, située dans la municipalité d'Avannaata. Sa population est de 1 364 habitants en 2019.

## Géographie

### Situation

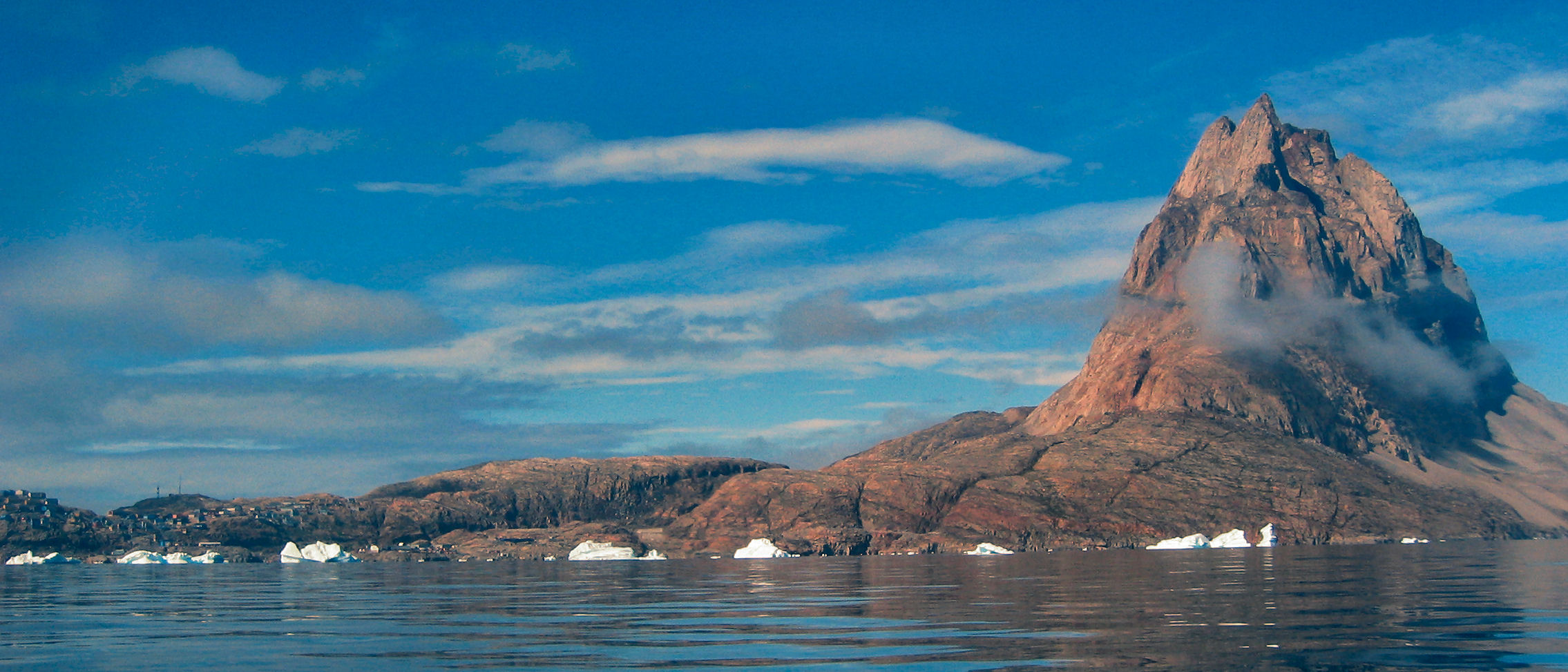
Uummannaq (tout à gauche) dominée par le mont Uummannaq

Située à 590 kilomètres au nord du cercle arctique, la ville d'Uummannaq se trouve sur l'île d'Uummannaq (en), qui s'étend sur 12 km2, dans le fjord du même nom, au nord de la péninsule de Nuussuaq. Elle occupe environ 10 % de la surface de l'île, principalement autour de la pointe sud de celle-ci.

### Relief
L'île entière est un territoire rocheux, la moitié sud s'élevant progressivement en altitude vers le nord, en direction du mont Uummannaq, qui culmine à 1 170 m. Toute la zone au sud du centre géographique de l'île est un plateau vallonné de granit parsemé de petites mares. Le plateau tombe dans la mer environnante en des falaises abruptes remplies de crevasses. La côte nord-est sous les murs de la montagne présente un grand cône d'éboulis.

### Climat
La région d'Uummannaq a un climat arctique stable, sec avec environ 100 mm de précipitations et 2000 heures d'ensoleillement par an.
Pendant les mois les plus froids (février et mars), la température peut descendre à moins 35 °C ou plus. Des températures de 15 à 18 °C sont communes en été mais, du fait de la sécheresse de l'air, le climat est souvent ressenti comme plus chaud que ne le montre le thermomètre.
En hiver, Uummannaq est dans l'obscurité totale du 7 novembre au 4 février. À l'inverse, le soleil de minuit dure du 16 mai au 28 juillet.

## Toponymie
Uummannaq signifie « en forme de cœur » en groenlandais. La ville (et l'île sur laquelle elle est située) doit son nom au mont Uummannaq aux deux pics de tailles similaires. Le nom de la ville était orthographié Ũmánaĸ avant 1973.

## Histoire

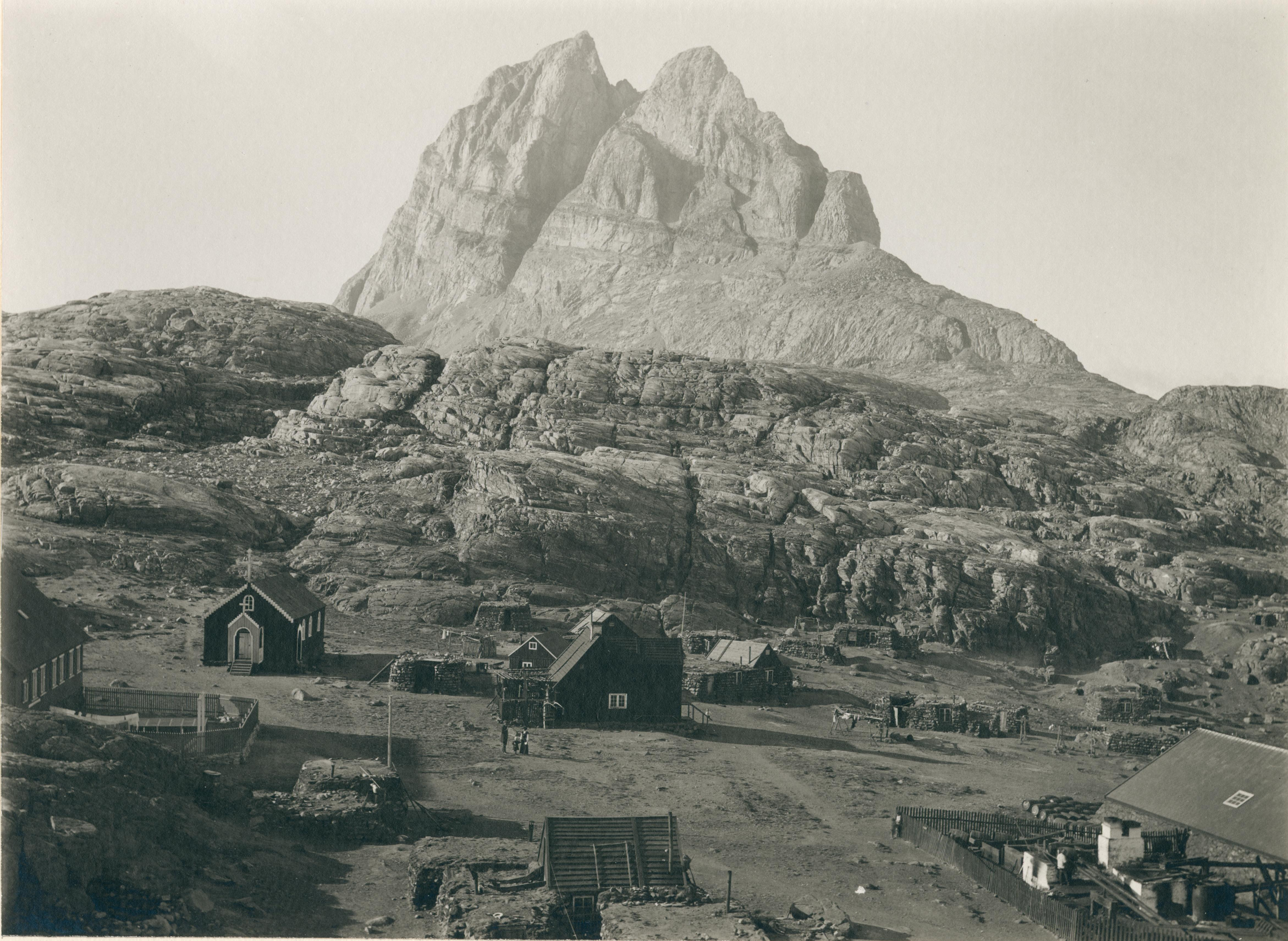
le village d'Uummannaq en 1900

On a trouvé des traces de passage et d'habitation humaine dans la région d'Uummannaq assez anciennes. En particulier, à Qilakitsoq, une ancienne colonie hivernale située près de la ville, une des découvertes archéologiques des plus remarquables du Groenland faite en 1972 : un groupe de momies de six adultes et deux enfants bien conservé datant d'environ 1475. Maintenant exposées au Musée national de Nuuk, elles représentent les plus anciens exemples connus de momies et de costumes humain tout au long de la sphère culturelle de l'Arctique - ainsi qu'une preuve d'occupation humaine de la région d'Unmmannaq au XVe siècle.
Au cours des XVIIe et XVIIIe siècles, il y eut plusieurs stations de chasse à la baleine dans la région, sans cependant de grands résultats de capture. C'est dans le sillage des baleiniers que marchands et missionnaires sont à leur tour venus. Fondé par le gestionnaire de colonie danoise I.H. Bruun en 1763 sous le nom d'Ũmánaĸ (ancien orthographe d'Uummannaq), le village fut ainsi d'abord une base de pêche et de chasse, source exclusive de subsistance pour ses habitants, qui pratiquaient ces dernières à partir de traîneaux à chiens ou de kayaks. Les habitants habitaient alors dans de petites huttes de tourbe. La mer est encore aujourd'hui la principale source de subsistance des habitants d'Uummannaq.
Pendants quelques années, l'exploitation minière fut une source de revenus importante pour le village. Ainsi, pendant près de 20 ans, et ce jusqu'en 1990, la mine de plomb et de zinc de Maarmorilik (de) fut un employeur important du village.
La population du village, qui dépassait encore les 1 400 habitants dans les années 1990 jusqu'au début des années 2000, a depuis la fermeture de la mine subi un net déclin, passant sous la barre des 1 300 habitants en 2009, soit une baisse de plus de 12 % de sa population entre 2000 et 2010.
Uummannaq constituait une municipalité à part entière avant le 1er janvier 2009, quand elle fusionne avec sept autres localités pour former la municipalité de Qaasuitsup.
Enfin, depuis le 1er janvier 2018, elle fait partie de la nouvelle municipalité d'Avannaata dont le chef-lieu est Ilulissat.

## Culture

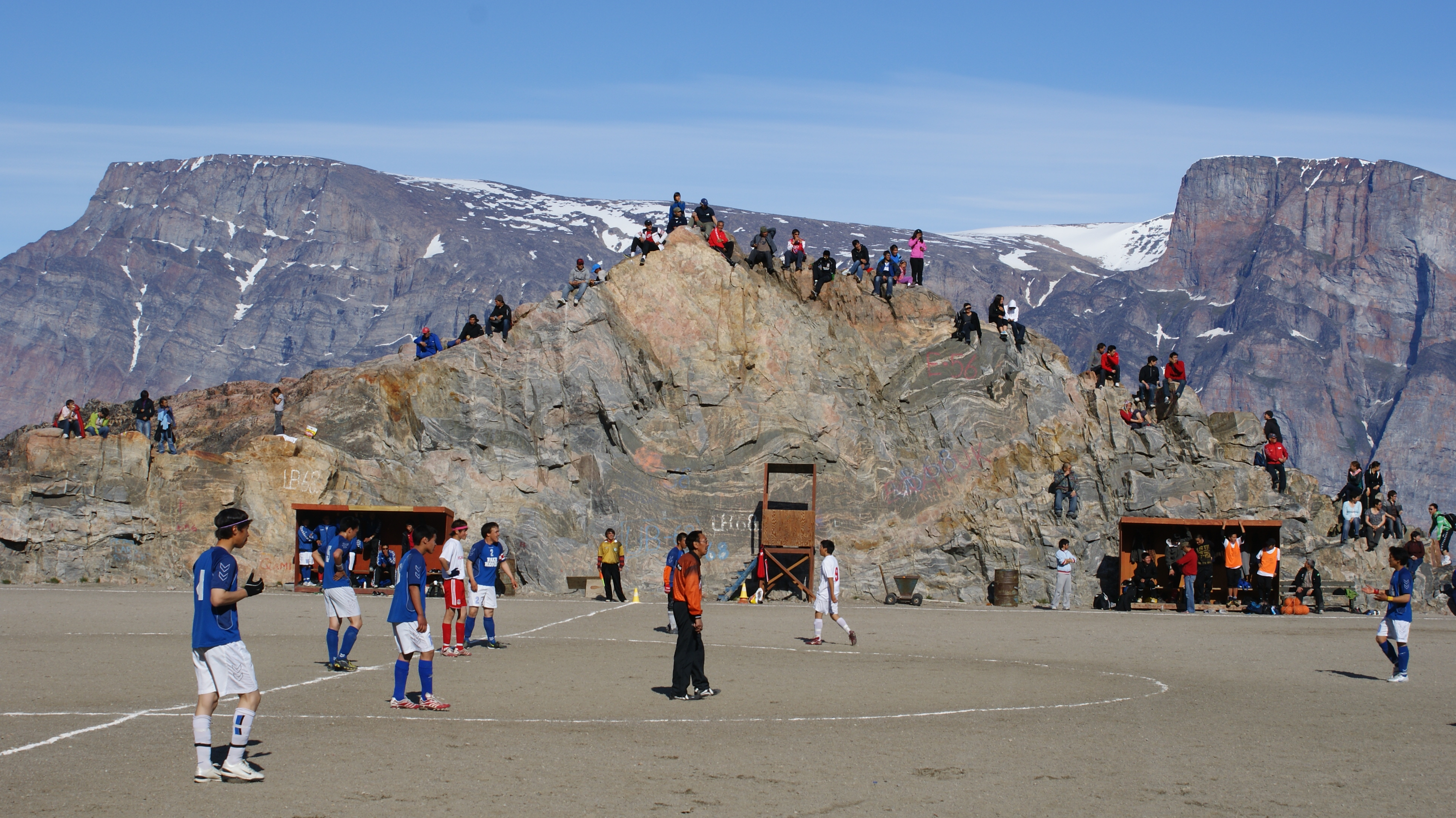
Match de football à Uummannaq avec l'île de Salliaruseq en arrière-plan

Chaque été s'y déroule le championnat de Groenland de football.
Les enfants du Groenland et de Danemark croient que le Père Noël vit à l'ouest de l'île, dans la baie de Spraglebugten Bay. Une maisonnette (le Château du Père Noël) fut construit là pour un programme télévisé danois et demeure encore aujourd'hui la maison du Père Noël dans l'imagination populaire,.
En 1932, le réalisateur de la Universal Greenland-Filmexpedition Arnold Fanck réalisa le film SOS Eisberg près de Uummannaq.
La chanteuse écossaise KT Tunstall a écrit une chanson sur Uummannaq : Uummannaq Song dans son troisième album Tiger Suit, inspiré par son voyage dans le village en septembre 2008.
Le film Le Voyage d'Inuk est un film franco-groenlandais d'aventure réalisé par Mike Magidson (premier film du réalisateur) sorti en 2010 qui fut tourné à et inspiré par Uummannaq. Il fut projeté en ouverture lors de l'édition 2016 du Festival international du film insulaire de Groix. Les artistes, qui ont réalisé la bande originale du film, venus de la maison des enfants d'Uummannaq, donnèrent un concert à Groix à cette occasion

## Personnalités
- Ole Jørgen Hammeken (en), explorateur du pôle nord
- Hans Grøndvold, qui découvrit les momies groenlandaises de Qilakitsoq
- Siissisoq (en), groupe de rock groenlandais
- Nukâka Coster-Waldau, actrice, chanteuse, ex Miss Groenland et épouse de l'acteur danois Nikolaj Coster-Waldau
- Aleqa Hammond, ancienne Premier Ministre du Groenland, et première femme à ce poste, a grandi à Uummannaq.

## Démographie
La population d'Uummannaq est passée à environ 1500 personnes dans les années 1990 et n'a cessé de diminuer depuis. Ce n'est qu'à l'été 2017 que la population a recommencé à croître, lorsque la ville a dû accueillir la majorité des habitants des colonies Nuugaatsiaq et Illorsuit, qui ont été détruites et évacuées dans le fjord du Karrat lors du tsunami.
Pour des raisons techniques, il est temporairement impossible d'afficher le graphique qui aurait dû être présenté ici.

## Jumelages
Uummannaq est jumelée à la ville française de Granville depuis le 11 mai 2011. Le jumelage a eu lieu en présence de Hans Gronvold, pêcheur et chasseur, responsable de l'échange pour Uummannaq, et de Daniel Caruhel, maire de Granville.

## Galerie

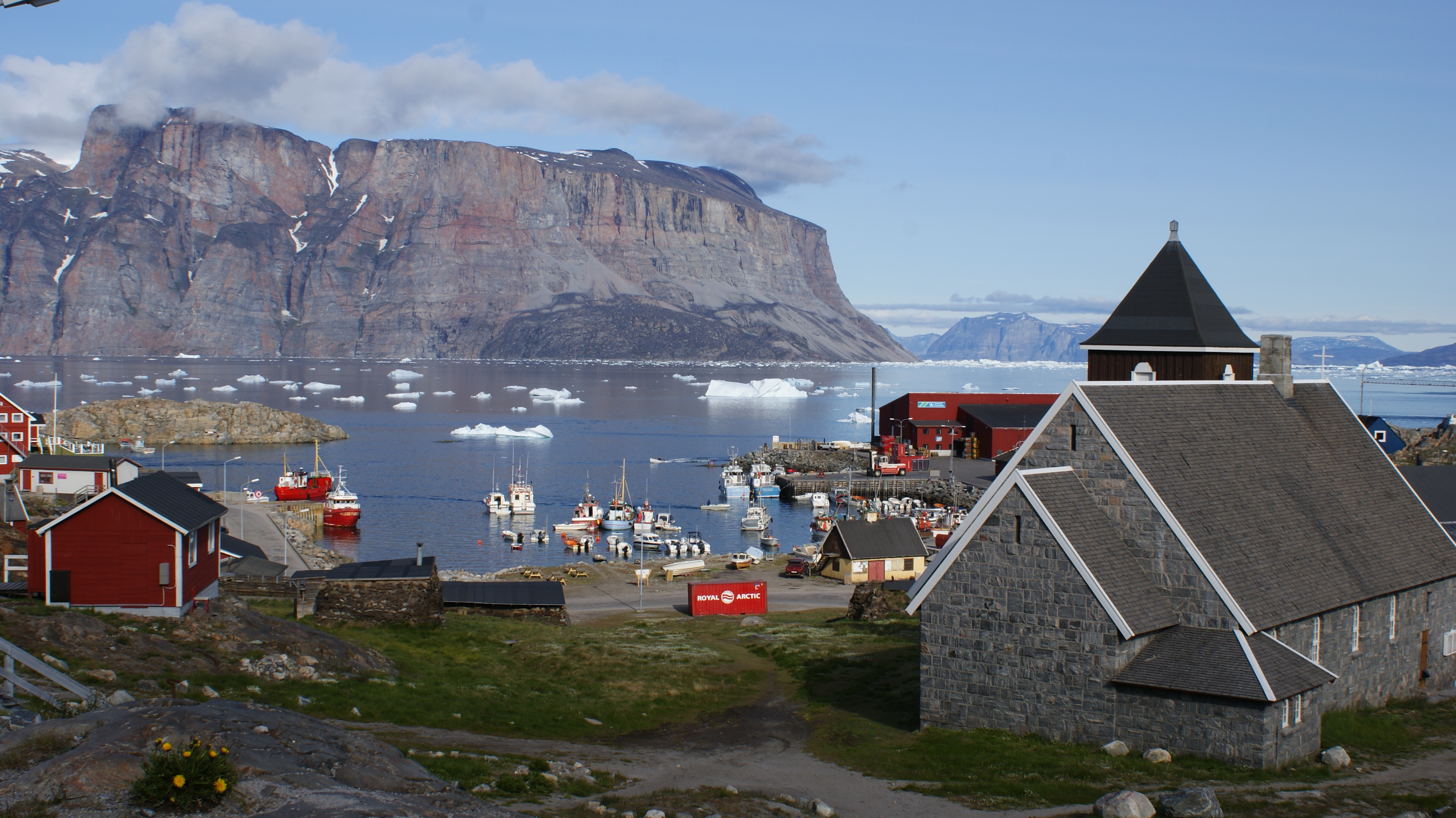
Le port d'Uummannaq
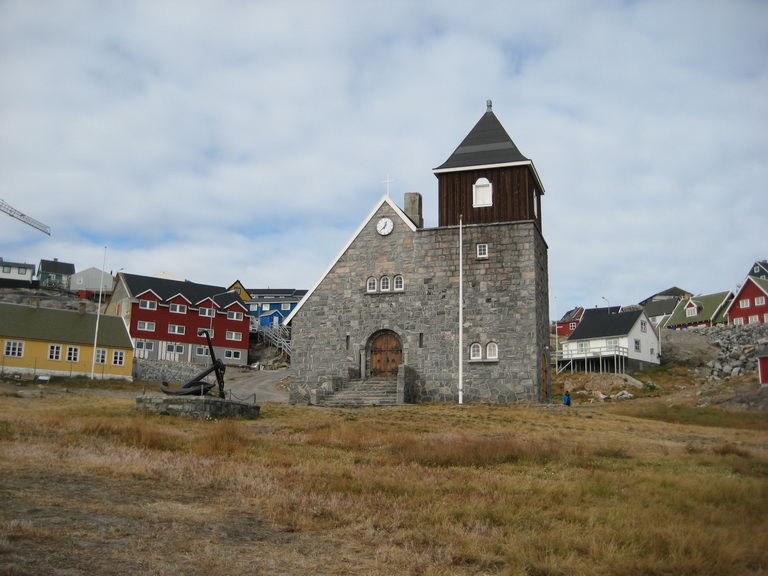
L'église d'Uummannaq
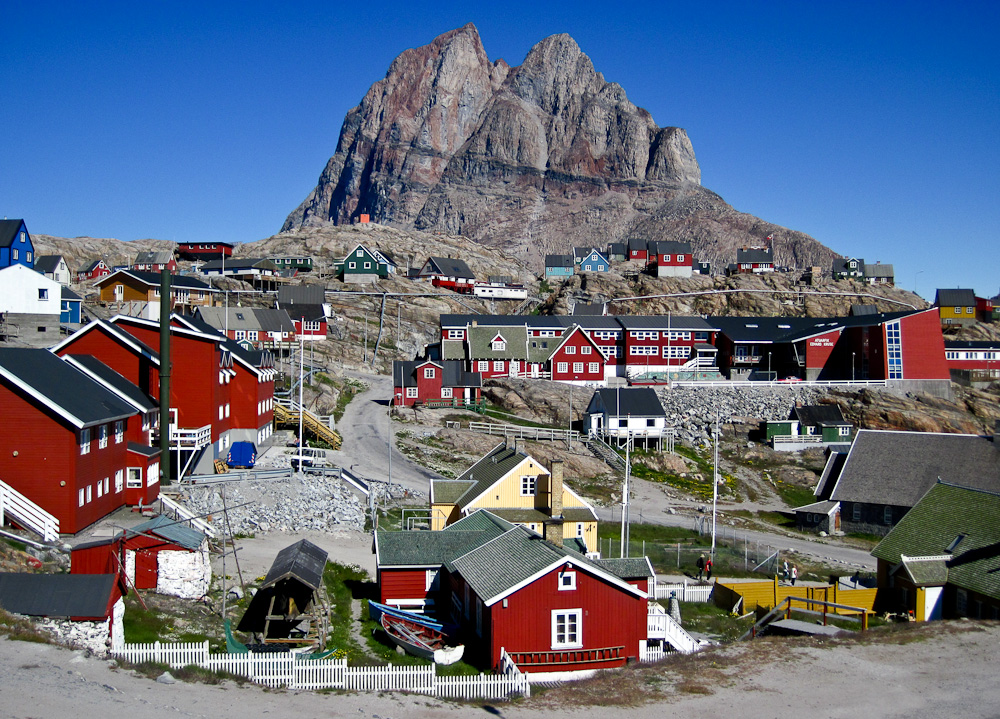
Le mont d'Uummannaq surplombant la ville.
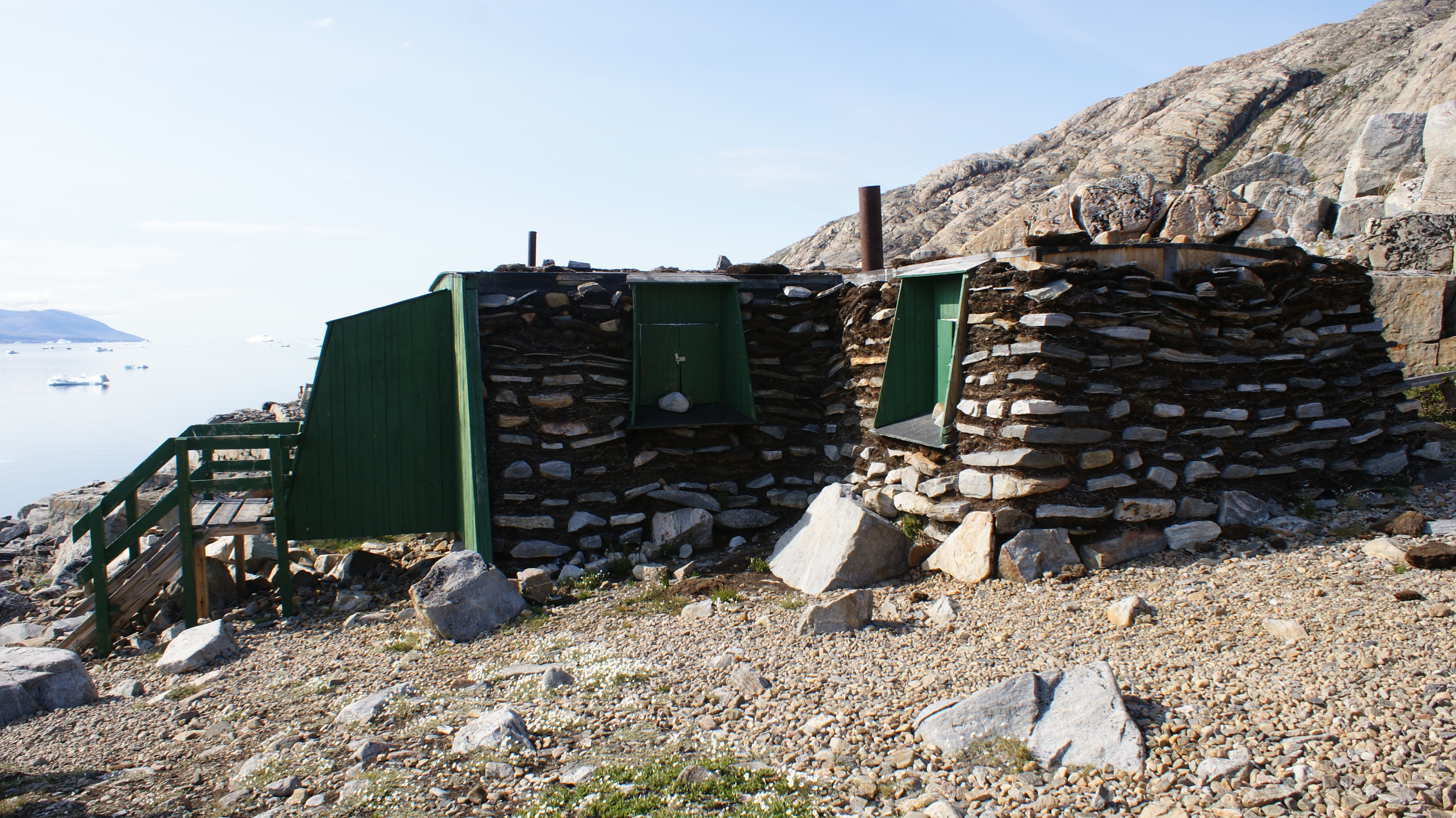
La maison traditionnelle Groenlandaise en tourbe connue par les enfants danois comme étant le Château du Père Noël où ils peuvent lui écrire.
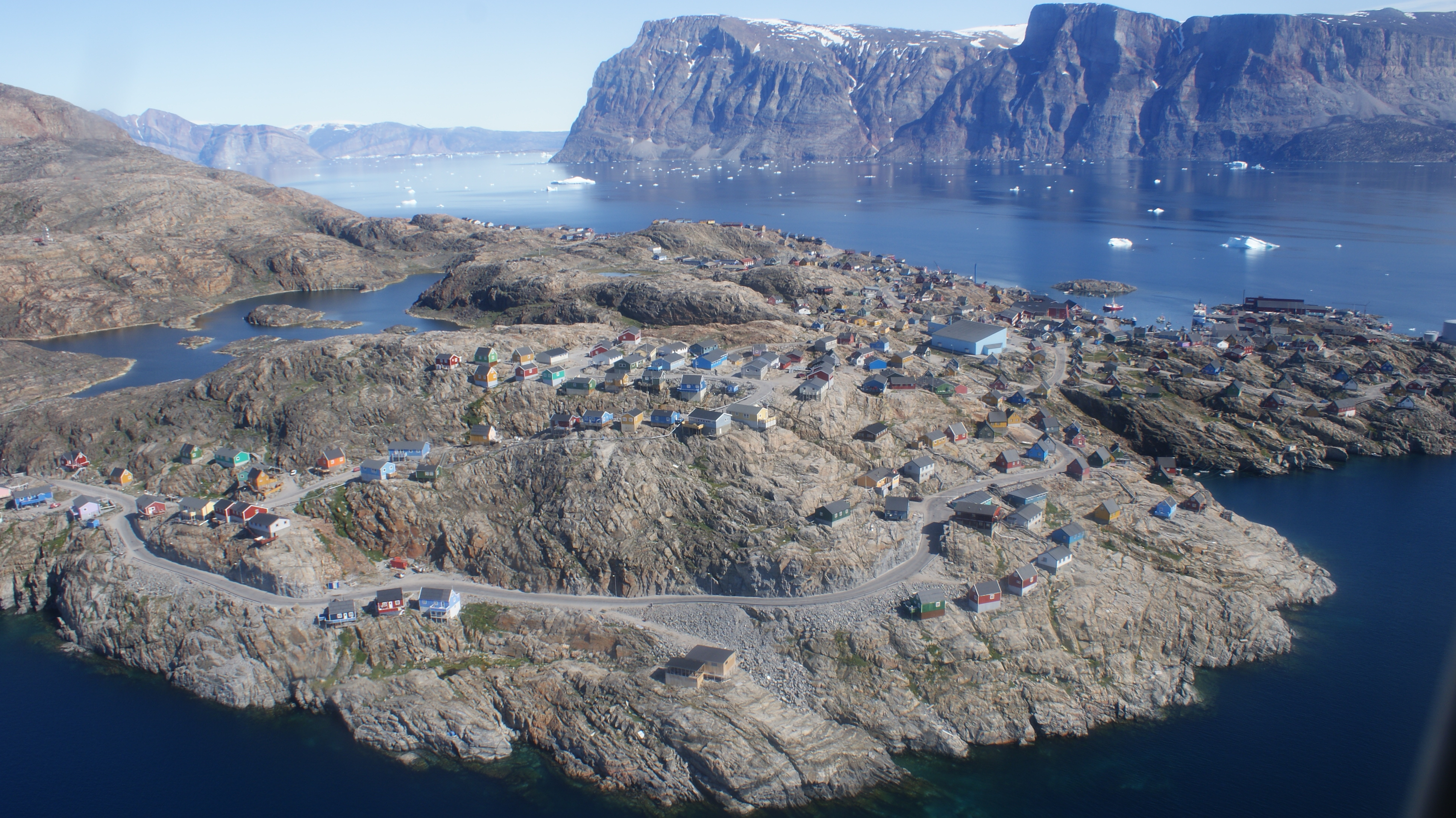
Vue aérienne de la partie sud-est de l'île à partir de l’hélicoptère Air Groenland Bell 212 pendant le vol Uummannaq-Qaarsut.
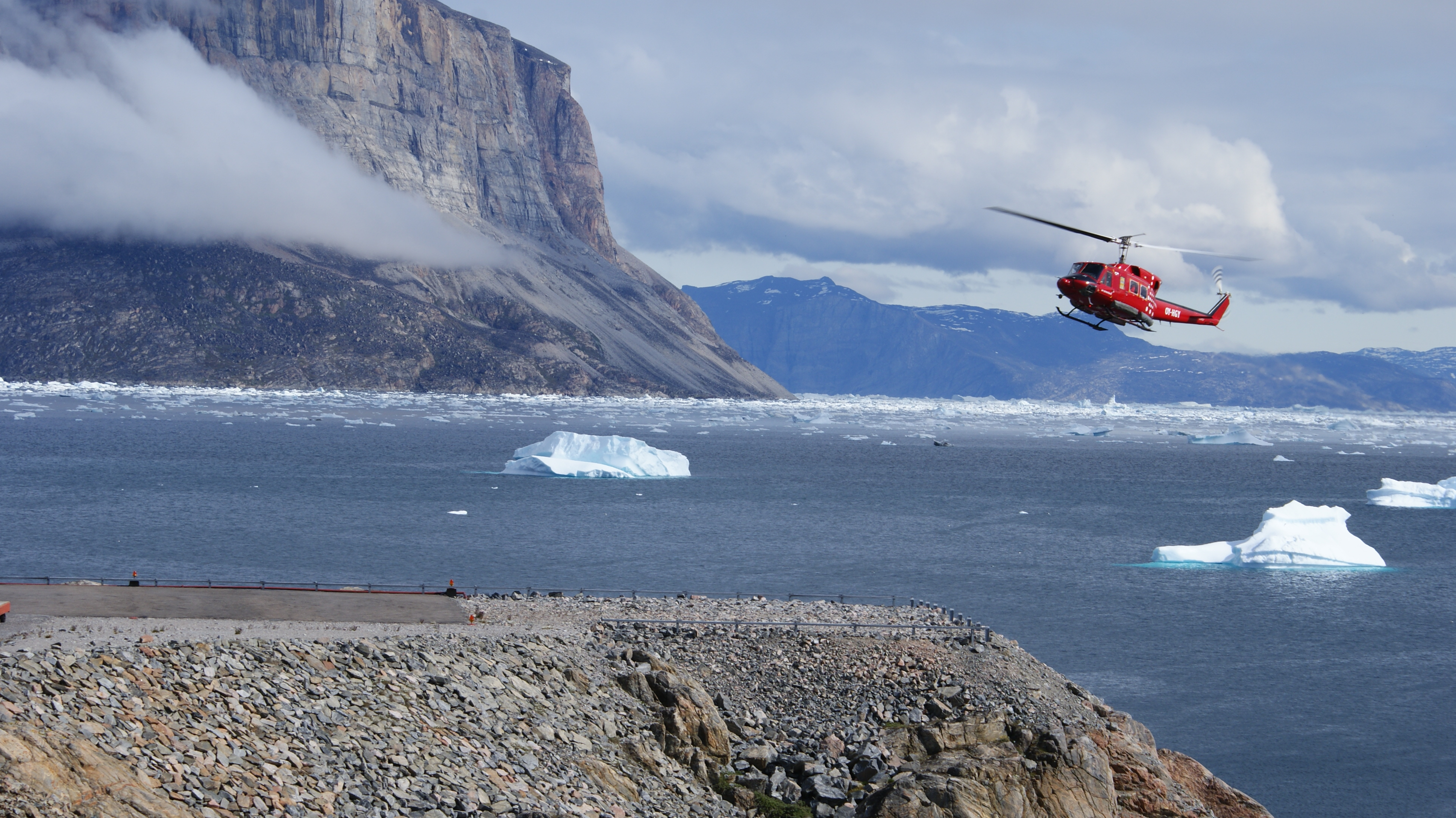
Arrivée de l’hélicoptère Air Groenland à l'Héliport.
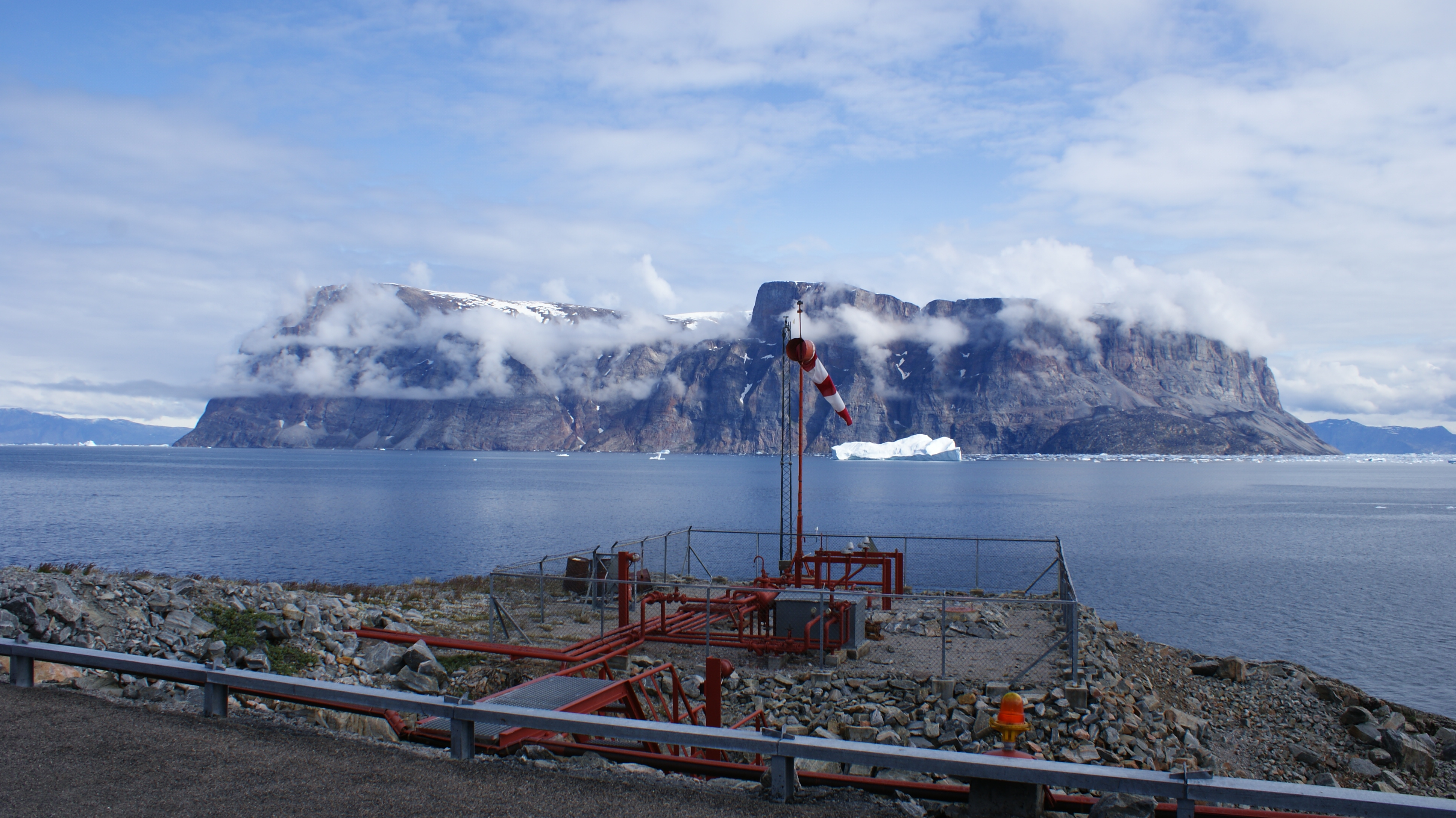
Windsock et vista de la surface de l'héliport en direction de l'île Salliaruseq
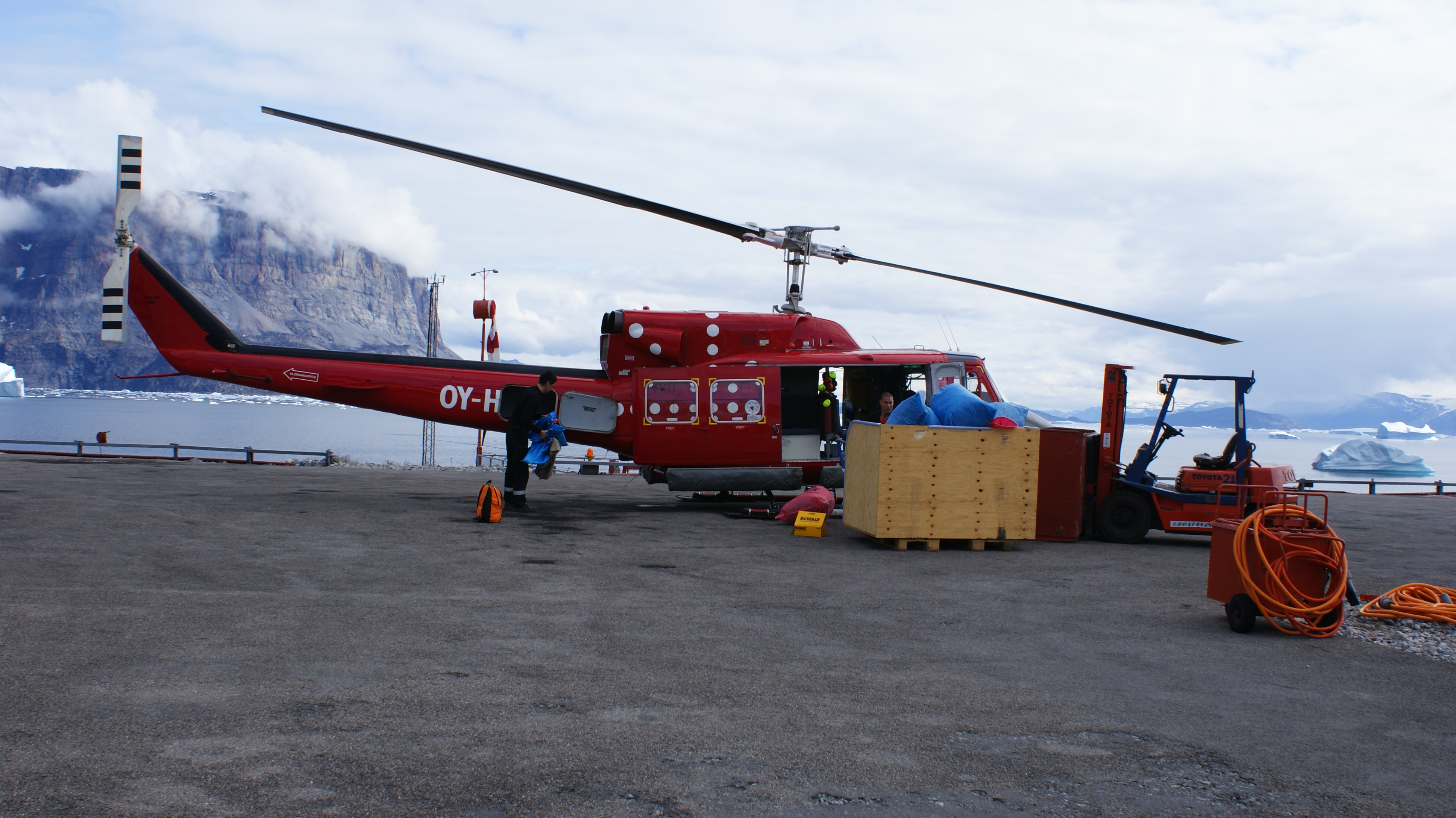
Livraison à l'Héliport.